# Norbornén
| Norbornén |                                            |
| \| \| \| |                                            |
| |                                            |
| Más nevek | norbornilén norkamfén                      |
| Kémiai azonosítók                                                                                               |                                            |
| CAS-szám | 498-66-8                                   |
| PubChem | 10352                                      |
| ChemSpider | 9925                                       |
| EINECS-szám | 207-866-0                                  |
| RTECS szám | RB7900000                                  |
| SMILES | C1=CC2CCC1C2                               |
| InChI | 1/C7H10/c1-2-7-4-3-6(1)5-7/h1-2,6-7H,3-5H2 |
| InChIKey | JFNLZVQOOSMTJK-UHFFFAOYSA-N                |
| Beilstein | 2037365                                    |
| Kémiai és fizikai tulajdonságok                                                                                 |                                            |
| Kémiai képlet                                                                                                   | C7H10                                      |
| Moláris tömeg                                                                                                   | 94,15 g/mol                                |
| Megjelenés | fehér szilárd anyag                        |
| Olvadáspont | 42–46 °C                                   |
| Forráspont | 96 °C                                      |
| Veszélyek |                                            |
| NFPA 704 | 3 2 1                                      |
| Ha másként nem jelöljük, az adatok az anyag standardállapotára (100 kPa) és 25 °C-os hőmérsékletre vonatkoznak. |                                            |
| |                                            |

A norbornén, más néven norbornilén vagy norkamfén áthidalt gyűrűs szénhidrogén. Fehér színű, savanyú csípős  szagú szilárd anyag. Molekulája egy ciklohexéngyűrűből és az 1-es és 4-es szénatomok közötti metilénhídból áll. A molekulában kettős kötés található, ami jelentős gyűrűfeszültséget és erős reakciókészséget eredményez.

## Előállítása
A norbornént ciklopentadién és etilén Diels–Alder-reakciójával állítják elő. Számos szubsztituált származékát is hasonló módon lehet előállítani. Hasonló áthidalt gyűrűs vegyület a norbornadién, amelynek szénváza azonos, de abban két kettős kötés található. Másik rokon vegyülete a norbornán, ezt a norbornén hidrogénezésével állítják elő.

## Reakciói
Savkatalizált vízaddíciós reakciója során norborneol keletkezik. Ennek a reakciónak nagy jelentősége volt a nem-klasszikus karbokationok szerkezetének felderítésében.
Norbornént használnak a Catellani-reakcióban, valamint a norbornén által közvetített meta-C−H aktiválásban.
Egyes szubsztituált származékai – 2-norbornil kation keletkezése miatt – szokatlan szubsztitúciós reakciókban vesznek részt.

### Polinorbornének
A norbornének a gyűrűfelnyílásos metatézis polimerizáció (angolul ring-opening metathesis polymerization, ROMP) fontos monomerjei. Ezek az átalakulások általában kevéssé meghatározott szerkezetű katalizátorokkal játszódnak le. A polinorbornénekre jellemző a magas üvegesedési hőmérséklet és a nagyfokú optikai tisztaság.

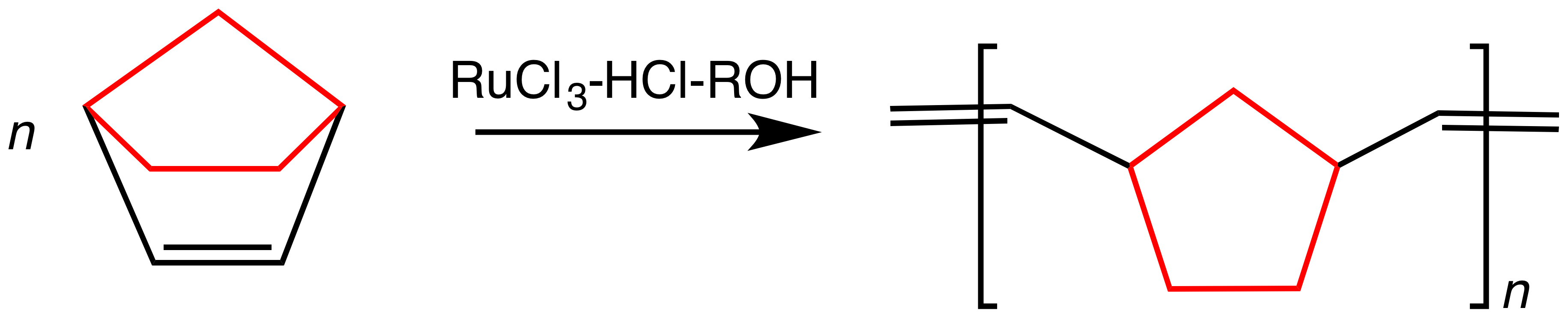
Polinorbornént eredményező ROMP reakció. Mint a legtöbb, alként eredményező ipari metatézis folyamat, ez a reakció sem jól meghatározott szerkezetű molekuláris katalizátort használ

A ROMP mellett a norbornén monomerek vinil addíciós polimerizációra is képesek.
A polinorbornént elsősorban a gumiipar használja a (vasúti, épület- és ipari) vibráció csökkentésére, az ütközés erejének mérséklésére (személyi védőfelszerelés, cipőrészek, lökhárítók), valamint a tapadás javítására (játékkerekek, verseny gumiabroncsok, erőátviteli rendszerek, fénymásolók papíradagolói stb.)
Az etilidénnorbornén hasonló monomer, ciklopentadiénből és butadiénből állítják elő.

## Fordítás
Ez a szócikk részben vagy egészben  a   Norbornene című angol Wikipédia-szócikk ezen változatának fordításán alapul.  Az eredeti cikk szerkesztőit annak laptörténete sorolja fel. Ez a jelzés csupán a megfogalmazás eredetét és a szerzői jogokat jelzi, nem szolgál a cikkben szereplő információk forrásmegjelöléseként.